# 范锺 (清朝)
范鍾（？—？），江蘇省通州直隸州人，清朝政治人物、進士出身。清朝文學家范當世二弟。

## 生平
光緒二十四年（1898年），参加光緒戊戌科殿試，登進士二甲32名。同年五月，著交吏部掣签分发各省，以知县即用。